# Voldemārs Zāmuēls
Voldemārs Zāmuēls (Dzērbene, 1872 - Ravensburg, Alemanya, 16 gener de 1948) va ser un polític letó que va ocupar el càrrec de Primer Ministre de Letònia des del 27 de gener de 1924 fins al 18 de desembre de 1924. Zāmuēls va pertànyer al Partit del Centre Democràtic.